# Марч, Солли
Соломон Бенджамин Марч (англ. Solomon Benjamin March; родился 20 июля 1994, Истборн), более известный как Солли Марч (англ. Solly March) — английский футболист, выступающий на позиции левого крайнего защитника или вингера за клуб «Брайтон энд Хоув Альбион».

## Клубная карьера
В 11 лет Марч начал тренироваться в футбольной академии лондонского клуба «Кристал Пэлас». Через два года стал игроком академии «Истборн Боро», а год спустя стал игроком молодёжной команды клуба «Льюис». 10 сентября 2011 года Марч дебютировал за «Льюис» в матче Премьер-дивизиона Истмийской лиги против клуба «Авли».
В декабре 2011 года Солли Марч стал игроком «Брайтон энд Хоув Альбион», подписав с клубом трёхлетний контракт. До 2013 года выступал за молодёжные команды клуба. В основном составе «чаек» дебютировал 10 августа 2013 года в матче Чемпионшипа против «Дерби Каунти». 25 января 2014 года забил свой первый гол за «Брайтон» в матче четвёртого раунда Кубка Англии против «Порт Вейл».
В сезоне 2016/17 помог «Брайтону» занять в Чемпионшипе второе место, что гарантировало выход в Премьер-лигу.
12 августа 2017 года Марч дебютировал в Премьер-лиге в матче против «Манчестер Сити». 15 сентября 2017 года он забил свой первый гол в Премьер-лиге в матче против «Борнмута».

## Карьера в сборной
В мае 2014 года Гарет Саутгейт вызывал Марча в сборную Англии до 21 года. 22 мая 2014 года Солли дебютировал в составе сборной до 21 года в матче против Катара. 27 марта 2017 года Марч забил свой первый гол за сборную Англии до 21 года в матче против Дании дальним ударом из-за пределов штрафной.

## Достижения
«Брайтон энд Хоув Альбион»
- Второе место в Чемпионшипе (выход в Премьер-лигу): 2016/17